# Barragem do Azibo
A Barragem do Azibo, construída sobre o leito da Ribeira do Azibo, encontra-se situada na freguesia de Vale da Porca, no Município de Macedo de Cavaleiros, Distrito de Bragança.
A sua albufeira atinge as freguesias de Salselas, Vale da Porca, Santa Combinha e Podence.
A Barragem do Rio Azibo tem uma construção em "terra batida" e serve sobretudo para o abastecimento das áreas agrícolas do concelho, assim como para o abastecimento de água potável às freguesias.
Possui uma praia fluvial com classificação de Bandeira Azul e Praia acessível.

## Geologia
O Nordeste Transmontano, onde se insere a Paisagem Protegida da Albufeira do Azibo, é descrito como uma zona de grande complexidade geológica. A geologia desta área protegida está ligada à do Maciço de Morais, que genericamente constitui um conjunto de Unidades Alóctones, que compreende uma gama completa de rochas ultramáficas-máficas

## Pesca
Nas suas águas pescam-se carpas, barbos-do-norte, lúcios, achigãs e percas.

## Acessos
- O acesso é efectuado pela A4 ou pelo IP2.